# 理想郷 (ROUAGEの曲)
「理想郷」（りそうきょう）は、ROUAGEのインディーズ時代のシングル。1995年7月5日発売。noirよりリリース。

## 解説
- 1stプレスはBOX仕様。2ndは8cmCDとして発売。
- 歌詞は記載されていないが、3曲目にアルバムに収録されているものとはバージョンの異なる「Mist of Tears」が収録されている。
- 「理想郷」と「発情期」はインディーズ時代の楽曲をリミックス・リマスタリングを施した、初のベストアルバム『-312604806-』に収録された。

## 収録曲
1. 理想郷
  - 作詞:KAZUSHI/作曲:RIKA/編曲:ROUAGE+根元尚司
2. 発情期
  - 作詞:KAZUSHI/作曲:SHONO/編曲:ROUAGE+根元尚司
3. Mist of Tears
  - 作詞:KAZUSHI/作曲:KAIKI/編曲:ROUAGE+根元尚司